# Kruszonka

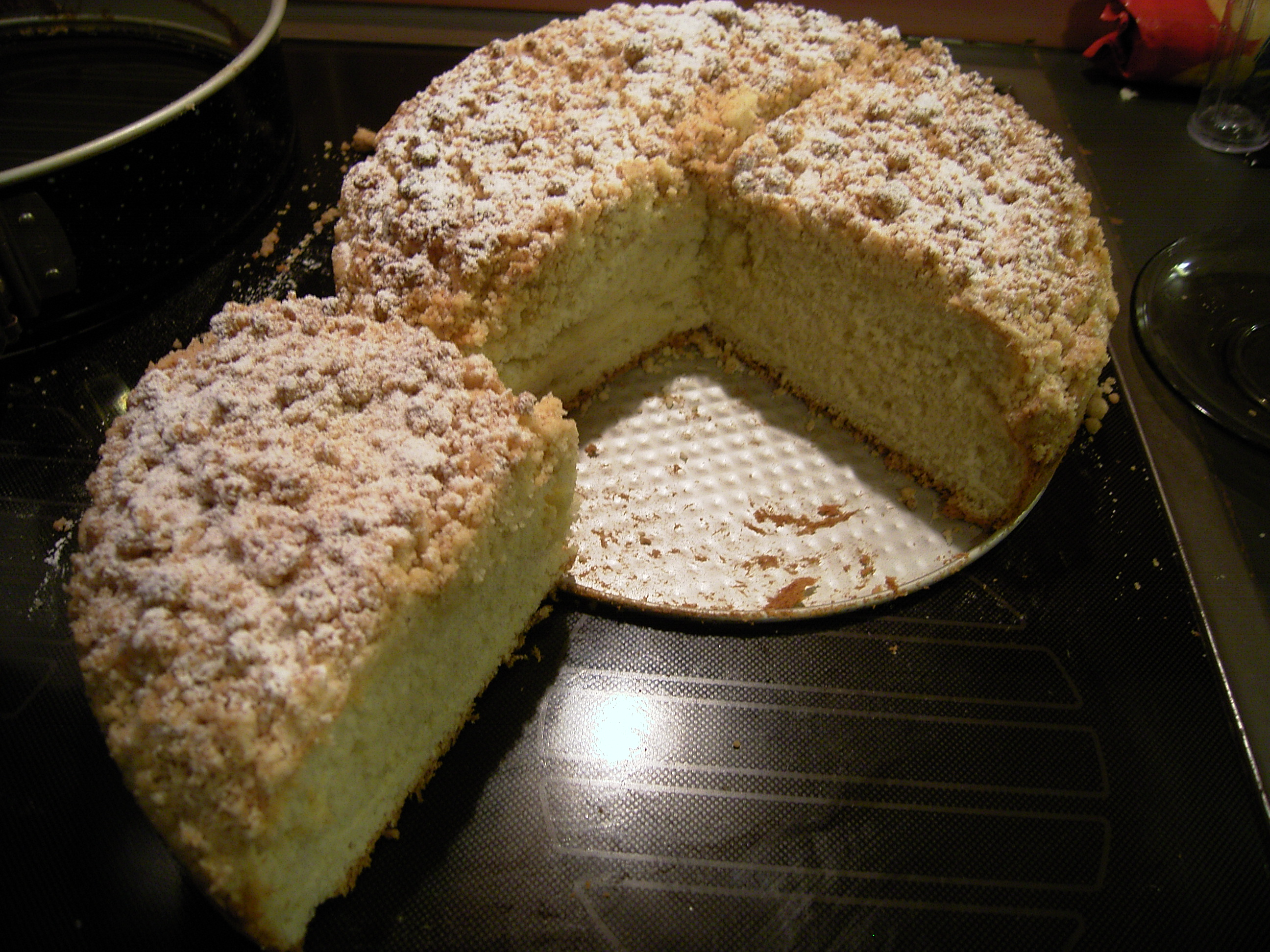
Ciasto udekorowane kruszonką.

Kruszonka – rodzaj dekoracji wypieków w postaci grudek pokruszonego ciasta. Wykorzystywana jest do dekoracji i urozmaicenia smaku ciast, rogali i innych. Wykonuje się ją z mąki, cukru i masła. Posypuje się nimi ciasto przed upieczeniem.